# Рацебург
Рацебург (њем. Ratzeburg) град је у њемачкој савезној држави Шлезвиг-Холштајн. Једно је од 131 општинског средишта округа Херцогтум Лауенбург. Према процјени из 2010. у граду је живјело 13.695 становника.

## Историја
Град је основан у 11. веку као Рацисбург. Традиционално се сматра да га је основао Ратибор, краљ словенскога племена Бодрића (Оборита). Хришћански мисионари су 1044. дошли у то подручје и почели су да граде манастир. Међутим словенски пагани су се побунили 1066. и мисионаре су каменовали до смрти. Хајнрих Лав је 1143. загосподарио градом, а 1154. је успоставио бискупију. Хајнрих Лав је у граду изградио романичку катедралу, а катедрале је изградио и у Брауншвајгу и Либеку. Био је у саставу војводства Саксоније, а након династичкога сукоба од 1296 припадао је линији Саксон-Лауенбург. Град је 1554. прешао на лутеранизам. Кристијан V од Данске је 1693. готово потпуно срушио град за време неуспешнога рата за наслеђе против династије Хановер. Одредбама Бечкога конгреса 1815. војводство Саксон-Лауенбург дошло је у персоналну унију са данском круном. У Другом шлесвишком рату 1864. Данска је била поражена, па је војводство припало Хоенцолернима, а 1876. Прусији у оквиру Немачкога царства.

## Географски и демографски подаци
Рацебург се налази у савезној држави Шлезвиг-Холштајн у округу Херцогтум Лауенбург. Град се налази на надморској висини од 36 метара. Површина општине износи 30,3 km². У самом граду је, према процјени из 2010. године, живјело 13.695 становника. Просјечна густина становништва износи 452 становника/km². Посједује регионалну шифру (AGS) 1053100, NUTS (DEF06) и LOCODE (DE RZG) код.

## Међународна сарадња
| Мјесто    | Држава    | Врста сарадње | Од    |
| --------- | --------- | ------------- | ----- |
| Стренгнес | Шведска   | партнерство   | 1996. |
| Сопот     | Пољска    | партнерство   | 1994. |
| Шатијон   | Француска | партнерство   | 1960. |
| Рибе      | Данска    | партнерство   | 1989. |
| Валкур    | Белгија   | партнерство   | 1969. |
| Ење       | Белгија   | партнерство   | 1969. |
| Извор     |           |               |       |